# تاج‌السلطنه
تاج‌السلطنه دختر ناصرالدین شاه قاجار (۱۳۰۱ ه‍. ق. تهران - ۱۳۵۴ ه‍.ق تهران) از مدافعان انقلاب مشروطه و عضو انجمن حریت نسوان بود و به نوشتن خاطرات خود علاقه داشت. بخش‌هایی از خاطرات او به نام «خاطرات تاج‌السلطنه» برجا مانده که وسعت اطلاعات او را نشان می‌دهد و منبع تاریخی با اهمیتی است. او مدافع مشروطیت، حقوق زنان، آزادی، برابری و قانون بود و بسیاری از مشکلات کشور را حاصل عدم کفایت شاهان قاجار می‌دانست. همچنین با شاعران آزادی‌خواهی از جمله میرزاده عشقی ارتباط داشت و عارف قزوینی در ابیاتی او را ستوده‌است.

## کودکی و تحصیلات

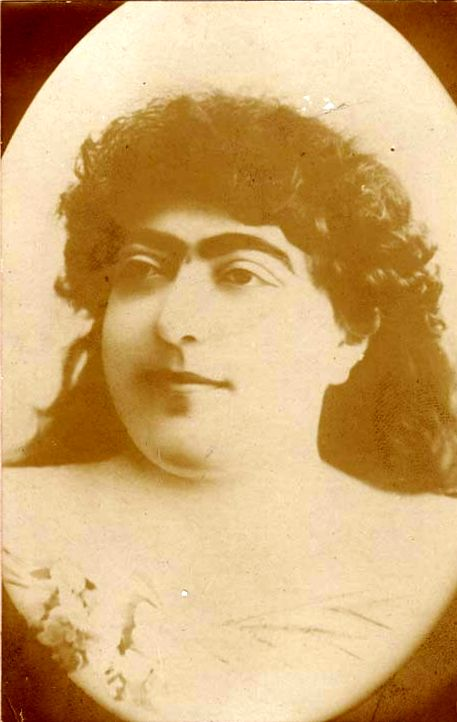
تاج‌السلطنه

تاج‌السلطنه در اواخر سال ۱۳۰۱ هجری قمری (برابر با ۱۸۸۴ میلادی) متولد شد. پدرش ناصرالدین‌شاه و مادرش شاهزاده‌خانم مریم توران‌السلطنه (دختر محمدحسن میرزا معتضدالدوله) بود. سال‌های ابتدایی زندگی تاج‌السلطنه به یادگیری آداب و رسوم «اندرونی» دربار گذشت. او مادرش را فقط روزی دو بار می‌دید و نگهداری از او برعهدهٔ دایه و دده و معلم سرخانه بود. هروقت پدرش ناصرالدین‌شاه در تهران بود او را معمولاً روزی یک‌بار به دیدن پدرش می‌بردند. تاج‌السلطنه بعدها در خاطراتی که می‌نوشت، از دوران کودکی‌اش به تلخی و انتقاد یاد کرد.
تاج‌السلطنه در هفت سالگی تحصیلات ابتدایی‌اش را در مدرسهٔ سلطنتی آغاز کرد اما نامزدی او در سال ۱۸۹۳ باعث وقفه در تحصیلات او شد. او در سال‌های بعد، چندین معلم خصوصی داشت که از برخی از آنها در خاطراتش به تفصیل سخن گفته‌است. آشنایی تاج‌السلطنه با ادبیات و تاریخ ایران و اروپا در سبک نثرنویسی و محتوای خاطرات او مشهود است. او پیانو و تار می‌نواخت و نقاشی و گلدوزی را نیز آموخت.

## ازدواج و طلاق
تاج‌السلطنه هشت‌ساله بود که چندین بار کوشیدند او را شوهر بدهند اما در مقابل برخی مقاومت کرد و برخی هم به نتیجه‌ای نرسید. او در خاطراتش اشاره می‌کند که غلامغلی‌خان عزیزالسلطان، پسرخواندهٔ محبوب ناصرالدین‌شاه، سال‌ها عاشق او بوده، حتی پس از ازدواج با خواهر بزرگ‌تر تاج‌السلطنه یعنی اخترالدوله. عزیزالسلطان نیز در خاطراتش به جزئیات زیادی دربارهٔ تاج‌السلطنه اشاره می‌کند از جمله دیدارهای تاج‌السلطنه با همسرش، طلاق‌های تاج‌السلطنه و و ازدواج‌های مجدد او. هرچند عزیزالسلطان حتی در سال‌های پایانی عمرش توجه زیادی به زندگی تاج‌السلطنه داشت، اما نشانه‌ای از وجود رابطه میان این دو نیست.
در اوایل ۱۸۹۳، در سن ۹ سالگی، شیرینی‌خوران تاج‌السلطنه و حسن‌خان سردار شجاع‌السلطنه برگزار شد و در دسامبر همان سال، این دو را عقد کردند. ظاهراً داماد هم تقریباً هم‌سن عروس بوده و احتمالاً ۱۱ یا ۱۲ سال داشته‌است. مراسم عروسی آنها یک سال بعد از ترور ناصرالدین‌شاه برگزار شد یعنی در ۱۳ سالگی تاج‌السلطنه. چنان‌که خود تاج‌السلطنه به تلخی نوشته، ازدواج تمامی زنان دربار سلطنتی به نوعی «تجارت» شبیه بود و منافع ازدواج سلطنتی در واقع تضمین‌کنندهٔ وفاداری اقوام و چهره‌های اثرگذار به سلطنت بود، مانند سردار اکرم (پدرشوهر تاج‌السلطنه) که عضو یکی از خانواده‌های نظامی قدیمی ایران بود. با وجود این، تاج‌السلطنه در آن زمان ازدواج را راهی برای فرار از زندگی در انزوای دربار و کسب حدی از استقلال به‌عنوان یک زن متأهل می‌دید.
پس از ترور پدرش ناصرالدین‌شاه، تمامی زنان و فرزندان آنها به سروستان، محل اقامت سرورالدوله (مادر کامران میرزا نائب‌السلطنه)، برده شدند و تاج‌السلطنه در آنجا تقریباً مانند یک زندانی زندگی می‌کرد.

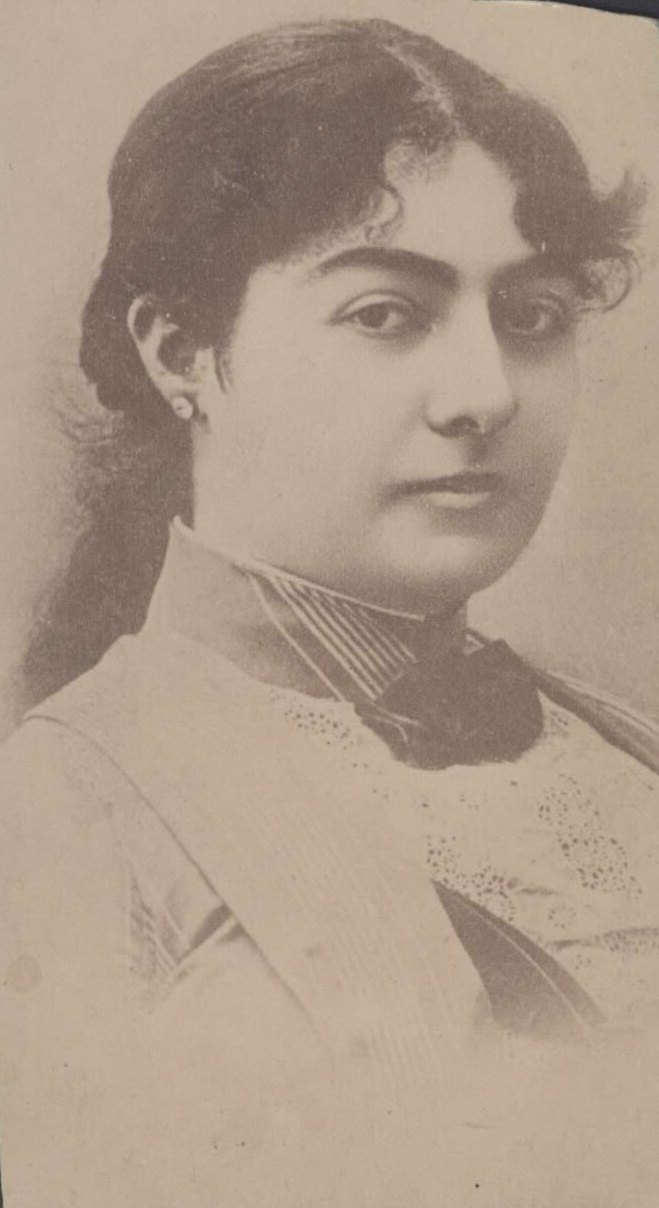
تاج‌السلطنه در جوانی

خاطرات تاج‌السلطنه از ازدواج اولش نشان‌دهندهٔ گفتمان اصلاح‌طلب دربارهٔ ازدواج در آن زمان است. او مدافع ازدواج مبتنی بر عشق و تفاهم برای تعهد به تک‌همسری تا پایان عمر است، و به‌شدت از ازدواج‌های برنامه‌ریزی‌شده انتقاد می‌کند به‌خصوص اگر خیر و سعادت زوج در نظر گرفته نشود. او به یاد می‌آورد که در اولین سال‌های ازدواجش، او و شوهرش هردو نوجوان بودند و بازی‌های کودکانه می‌کردند و در عین حال عمیقاً نسبت به بی‌توجهی شوهرش ناراحت است که تقریباً بلافاصله پس از نخستین شب عروسی آنها شروع شده بود. حسن‌خان، مانند اغلب مردانی که از خانواده‌های برجستهٔ قاجار می‌آمدند، با اشخاص متعددی اعم از زن و مرد رابطه داشت و تاج‌السلطنه هم در خاطراتش نوشته که برای تلافی بی‌توجهی و خیانت‌های شوهرش او هم روابط عاشقانهٔ دیگری داشته‌است. معروف‌ترین فرد از میان مردانی که در خاطرات تاج‌السلطنه اشاره شده، عارف قزوینی است. تاج‌السلطنه هم مانند بسیاری از زنان هم‌نسل خود، مجبور بود انتظارش از ازدواج را تعدیل کند بر اساس روابط جنسی شوهرش و جستن آرامش در وجود فرزندان و دوستی‌های صمیمی با خواهران و دوستان. او در خاطراتش اشاره می‌کند که سه فرزند او زنده مانده‌اند، دو دختر و یک پسر، و یک پسر دیگر هم در نوزادی از دنیا رفته‌است. اما او همچنین به یک سقط جنین خطرناک اشاره می‌کند که بعد از پی‌بردن به بیماری مقاربتی شوهرش که احتمالاً سوزاک یا سیفلیس بوده اتفاق می‌افتد. از قضا، آسیب جسمی و روحی که در اثر این سقط جنین برای تاج‌السلطنه ایجاد شد را هیستری تشخیص دادند و او اجازه یافت خانه‌اش را ترک کرده و به گشت و گذار برود: «اطباء مرا گردش تجویز کردند… از دولتِ مرضِ هیستری ما از خانه‌نشینی و حبسی یک اندازه آزاد شده بودیم». در سال‌های بعد، تاج‌السلطنه و چندتن از خواهرانش در فعالیت‌های مشروطه‌خواهی و فمینیستی آن عصر وارد شدند. او به‌شدت علاقه داشت به اروپا سفر کند اما برخلاف برخی زنان درباری دیگر مانند خواهرش اخترالدوله و فروغ‌الدوله، فرصت این سفر را نیافت. طبق خاطرات تاج‌السلطنه، او تا سال ۱۹۱۴ دست‌کم سه بار تلاش کرده بود خودکشی کند. ازدواج اول تاج‌السلطنه بالاخره در دسامبر ۱۹۰۷ به طلاق انجامید.
در مارس ۱۹۰۸، تاج‌السلطنه با قوللر آقاباشی، خواهرزادهٔ حسین‌پاشاخان امیربهادر جنگ، ازدواج کرد اما این ازدواج چندماه بیشتر دوام نداشت و در ژوئیه ۱۹۰۸ به طلاق انجامید. امیربهادر به‌شدت از این ازدواج خشمگین شده بود و خواهرزاده‌اش را تحت فشار گذاشت تا تاج‌السلطنه را طلاق بدهد چون شنیده بود که زنان فعال در انجمن نسوان وطن‌خواه این ازدواج را ترتیب داده‌اند. تاج‌السلطنه همراه با چندنفر از زنان دربار، عضو این انجمن بود که در دوران انقلاب مشروطه شکل گرفته بود.
در سال ۱۹۰۹، تاج‌السلطنه با رکن‌السلطنه ازدواج کرد اما از عاقبت این ازدواج اطلاعی در دست نیست.
تاج‌السلطنه در سال ۱۹۲۱ خود را زنی مجرد توصیف کرده‌است. خاطرات او تا سال ۱۹۱۴ نشان‌دهندهٔ زندگی ناکام و اندوهبار اوست و چندین نامه به نخست‌وزیران وقت در اوایل دههٔ ۱۹۲۰ نشان می‌دهد که مقرری او کفاف مخارج او را نمی‌داده و مشکلات اقتصادی داشته‌است.
در سال ۱۹۲۲، تاج‌السلطنه همراه با یکی از دخترانش به بغداد رفت زیرا دامادش در آنجا کارمند وزارت خارجهٔ ایران و مأمور انجام خدمات کنسولی بود.

## مرگ
تاج‌السلطنه در سال ۱۹۳۶ در تهران درگذشت.

## فعالیت‌ها و کتاب خاطرات
تاج‌السلطنه در زمان حیاتِ پدرش، ناصرالدین شاه، بسیار مورد توجه او بود اما بعد از مرگ پدرش مورد نفرت مظفرالدین شاه قرار گرفت چرا که از مشروطه‌خواهان طرفداری می‌کرد و از روش تربیت در دربار و اختلاف طبقاتی دوران قاجار و رفتار درباریان انتقاد می‌کرد.
او در عرصهٔ حقوق زنان پیشگام بود و در کتاب خاطرات خود بر موضوعاتی همچون حق تحصیل و کار زنان و اهمیت این نکات در بهروزی جامعه تأکید کرده‌است. او همچنین از بنیانگذاران مهم انجمن حریت نسوان بود؛ انجمنی که مخفیانه با هدف پیشبرد برابری حقوق زنان تشکیل شده بود. تاج‌السلطنه پنهانی در جلسات این گروه حضور می‌یافت و یکبار هم راهپیمایی زنان را به سوی مجلس ایران رهبری کرد. او از حامیان پر و پا قرص جنبش مشروطه بود.
تاج‌السلطنه یک نویسنده، نقاش و روشنفکر بود که هفته‌ای یک‌بار در خانهٔ خود مجالس ادبی برگزار می‌کرد. او به‌شدت منتقد نظام سلطنتی از جمله پدرش ناصرالدین‌شاه و برادرش مظفرالدین‌شاه بود و شاهان بی‌کفایت را مقصر بسیاری از معضلات ایران می‌دید. او به‌عنوان زنی صریحاً تغییرخواه و دموکراسی‌طلب جایگاهی یگانه داشت.
خاطرات او اولین بار ۶۰ سال پس از مرگش منتشر شدند. هم‌اکنون دست‌نوشته‌های او در کتابخانه ملی ایران نگهداری می‌شود و کتاب خاطراتش به زبان انگلیسی نیز ترجمه و چاپ شده‌است.
به غیر از کتاب «خاطرات تاج‌السلطنه» که به شکل نسخهٔ خطی بوده و در مدت اندکی پس از نگارش آن، نسخه‌برداری و در سطح جامعه پراکنده شده، کتاب دیگری از او نیز با عنوان «سرگذشت شاهزاده خانم ایرانی» در سال ۶۱ منتشر شد البته این کتاب قبل از انتشار، در سال ۱۳۰۶ به شکل پاورقی در روزنامهٔ کوشش منتشر شده بود.
بخش‌هایی از کتاب خاطرات تاج‌السلطنه («تاریخ حالات ایام زندگانی خانم تاج‌السلطنه») در ۱۳۶۲ با نظارت منصوره اتحادیه و سیروس سعدوندیان در تهران منتشر شده‌است. او در این خاطرات، عقاید خود را نوشته‌است که وسعت اطلاعات او را نشان می‌دهد. وی از مشروطیت، حقوق زنان، آزادی، برابری و قانون دفاع کرده‌است. کتاب خاطرات تاج‌السلطنه ارزش تاریخ‌شناختی زیادی نیز دارد زیرا اطلاعات روشنی دربارهٔ پنج سال آخر سلطنت ناصرالدین‌شاه و دربار ناصری و مظفری دارد و دربارهٔ رویدادهای مهمی مانند واقعه رژی، قتل ناصرالدین‌شاه، غارت خزانه پس از او، سلطنت مظفرالدین شاه، نقش سیدجمال الدین اسدآبادی و امین السلطان نوشته‌است. از این کتاب دو نسخهٔ خطی در دست است که نسخهٔ قدیمی‌تر به خط حاج یمین‌الملک است و در سال ۱۳۳۲ قمری، یعنی مدت کوتاهی پس از نگارش خاطرات توسط تاج السلطنه، از روی نسخهٔ اصلی که همچنان مفقود است استنساخ شده‌است. بخش‌هایی از متن اصلی کتاب تاکنون پیدا نشده‌است.

## موسیقی
تاج السلطنه به فراگرفتن موسیقی هم علاقمند بود و پیانو را از مفخم‌الممالک، نوازندهٔ تار و پیانو آموخت. تصنیف «نادیده رُخَت» در بیات اصفهان از او به جا مانده‌است.